# Vadaione
Vadaione (Vadaion nel dialetto locale) è una frazione del comune di Giustino, della provincia autonoma di Trento in Trentino-Alto Adige sito in Val Rendena.

## Geografia fisica
Il borgo di Vadaione si trova in Val Rendena ad un'altitudine di 770 metri sul livello del mare, appena dopo la chiesa parrocchiale di Giustino, poco rialzato dalla strada statale 239 di Campiglio.

## Storia
Vadaione, antico paese dei Babadiones, venne nominato in un diploma del 983 col quale l'imperatore Ottone II dispose di alcune terre delle Giudicarie.                                                                                    Nel 1455, i dieci capifamiglia di Vadaione chiesero ed ottennero di unire la loro comunità a quella di Giustino.

## Monumenti e luoghi d'interesse
Nel paese è comune trovare pitture raffiguranti la Madonna. Su casa Cozzini è presente un affresco della Madonna di Lourdes, sulla casa Tisi "Banoi" si trova un affresco dell 1887 di Giuseppe Chinatti della Madonna Addolorata, proseguendo verso Pinzolo si nota un altro affresco della Madonna Immacolata con i santi Luigi e Rocco.